# Triacanthus
Genre
Triacanthus est un genre de poissons tetraodontiformes de la famille des Triacanthidae.

## Liste des espèces
Selon FishBase (27 mai 2016) :
- Triacanthus biaculeatus (Bloch, 1786)
- Triacanthus nieuhofii Bleeker, 1852

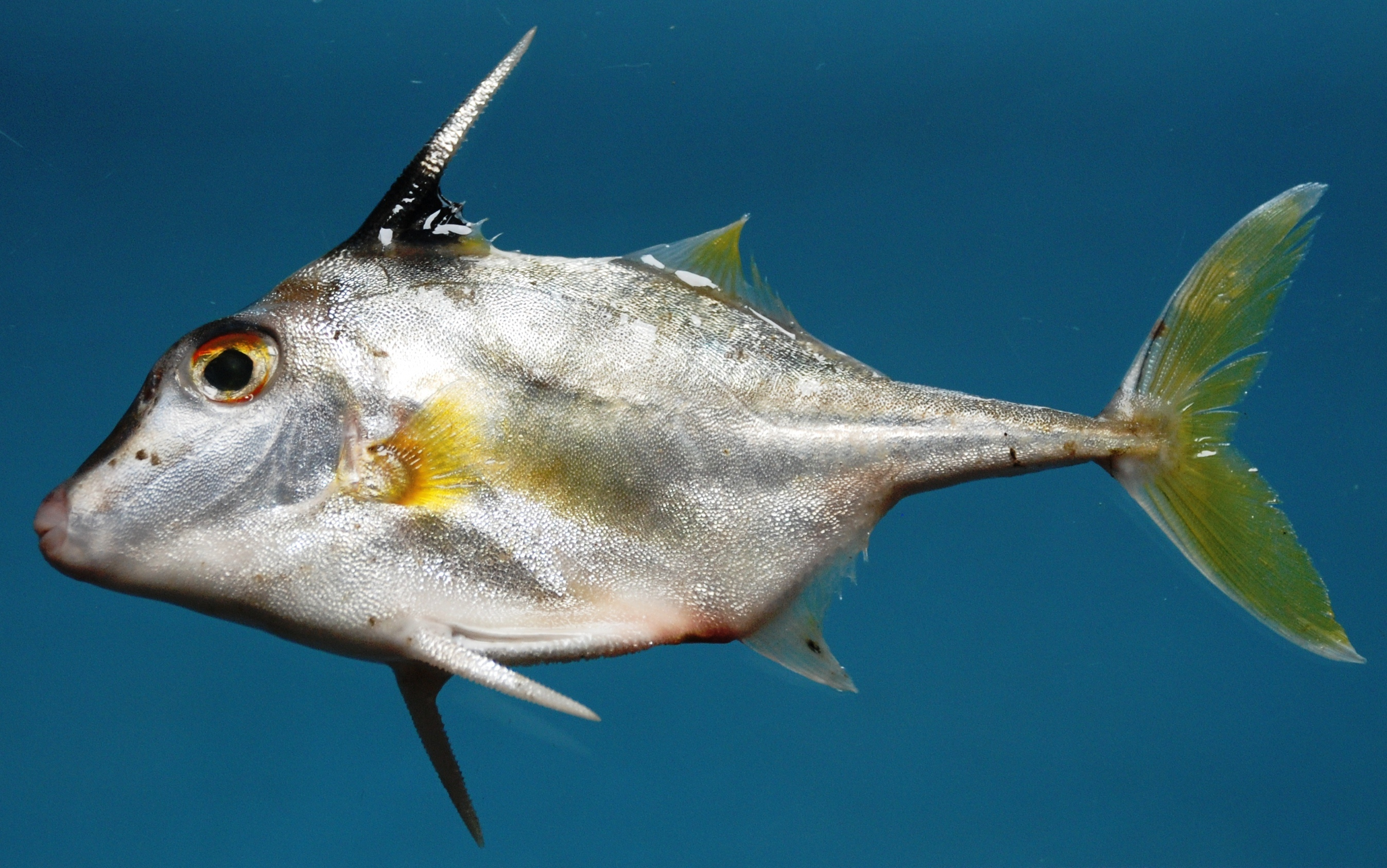
Triacanthus biaculeatus
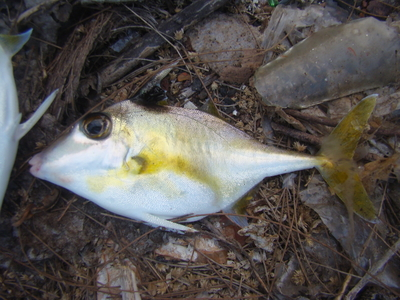
Triacanthus nieuhofii